# 2023 год в сумо
Ниже перечислены основные события профессионального сумо в 2023 году.

## Турниры

### Хацу басё
8 — 22 января, Рёгоку Кокугикан, Токио.
Обозначения
| Победитель турнира | Второе место | Пропустил турнир |

| Макуути  | Макуути      | Макуути   | Макуути   | Макуути   | Макуути   | Макуути   | Макуути | Макуути  | Макуути      | Макуути   | Макуути   | Макуути   | Макуути   | Макуути   |
| Восток   | Восток       | Результат | Результат | Результат | Результат | Результат | Ранг    | Запад    | Запад        | Результат | Результат | Результат | Результат | Результат |
| -------- | ------------ | --------- | --------- | --------- | --------- | --------- | ------- | -------- | ------------ | --------- | --------- | --------- | --------- | --------- |
| Монголия | Тэрунофудзи  | 0         | —         | 0         | —         | 15        | Ё       | ø        |              |           | —         |           | —         |           |
| ø        |              |           | —         |           | —         |           | О       | Япония   | Такакэйсё    | 12        | —         | 3         | —         | 0         |
| Япония   | Вакатакакагэ | 9         | —         | 6         | —         | 0         | С       | Монголия | Хосёрю       | 8         | —         | 7         | —         | 0         |
| Япония   | Такаясу      | 1         | —         | 5         | —         | 9         | С       | Япония   | Сёдай        | 6         | —         | 9         | —         | 0         |
| Монголия | Кирибаяма    | 11        | —         | 4         | —         | 0         | К       | Япония   | Котоновака   | 9         | —         | 6         | —         | 8         |
| Япония   | Мэйсэй       | 5         | —         | 10        | —         | 0         | К       | Япония   | Вакамотохару | 9         | —         | 6         | —         | 0         |
| Япония   | Тобидзару    | 8         | —         | 7         | —         | 0         | М1      | Япония   | Дайэйсё      | 10        | —         | 5         | —         | 0         |
| Япония   | Митакэуми    | 7         | —         | 8         | —         | 0         | M2      | Монголия | Тамаваси     | 9         | —         | 6         | —         | 0         |
| Япония   | Аби          | 8         | —         | 7         | —         | 0         | M3      | Япония   | Мидорифудзи  | 6         | —         | 9         | —         | 0         |
| Япония   | Нисикифудзи  | 4         | —         | 11        | —         | 0         | M4      | Япония   | Саданоуми    | 6         | —         | 9         | —         | 0         |
| Япония   | Рюден        | 9         | —         | 6         | —         | 0         | M5      | Япония   | Нисикиги     | 9         | —         | 6         | —         | 0         |
| Япония   | Хокутофудзи  | 7         | —         | 8         | —         | 0         | M6      | Япония   | Мёгирю       | 7         | —         | 8         | —         | 0         |
| Монголия | Итинодзё     | 0         | —         | 0         | —         | 15        | M7      | Япония   | Ура          | 7         | —         | 8         | —         | 0         |
| Япония   | Оносё        | 10        | —         | 5         | —         | 0         | M8      | Япония   | Охо          | 4         | —         | 11        | —         | 0         |
| Япония   | Таканосё     | 6         | —         | 9         | —         | 0         | M9      | Япония   | Эндо         | 9         | —         | 6         | —         | 0         |
| Болгария | Аоияма       | 8         | —         | 7         | —         | 0         | M10     | Япония   | Хирадоуми    | 8         | —         | 7         | —         | 0         |
| Монголия | Тиёсёма      | 5         | —         | 10        | —         | 0         | M11     | Грузия   | Тотиносин    | 2         | —         | 3         | —         | 10        |
| Япония   | Кагаяки      | 9         | —         | 6         | —         | 0         | M12     | Япония   | Окиноуми     | 0         | —         | 6         | —         | 9         |
| Япония   | Котосёхо     | 11        | —         | 4         | —         | 0         | M13     | Япония   | Котоэко      | 7         | —         | 8         | —         | 0         |
| Япония   | Итиямамото   | 10        | —         | 5         | —         | 0         | M14     | Монголия | Адзумарю     | 9         | —         | 6         | —         | 0         |
| Япония   | Цуругисё     | 7         | —         | 8         | —         | 0         | M15     | Монголия | Миторю       | 7         | —         | 8         | —         | 0         |
| Япония   | Такарафудзи  | 8         | —         | 7         | —         | 0         | M16     | Япония   | Тиёмару      | 4         | —         | 11        | —         | 0         |

| Дзюрё     | Дзюрё      | Дзюрё     | Дзюрё     | Дзюрё     | Дзюрё     | Дзюрё     | Дзюрё | Дзюрё    | Дзюрё      | Дзюрё     | Дзюрё     | Дзюрё     | Дзюрё     | Дзюрё     |
| Восток    | Восток     | Результат | Результат | Результат | Результат | Результат | Ранг  | Запад    | Запад      | Результат | Результат | Результат | Результат | Результат |
| --------- | ---------- | --------- | --------- | --------- | --------- | --------- | ----- | -------- | ---------- | --------- | --------- | --------- | --------- | --------- |
| Япония    | Акуа       | 3         | —         | 12        | —         | 0         | Д1    | Япония   | Бусёдзан   | 9         | —         | 6         | —         | 0         |
| Япония    | Хокусэйхо  | 9         | —         | 6         | —         | 0         | Д2    | Япония   | Дайамами   | 5         | —         | 10        | —         | 0         |
| Япония    | Атамифудзи | 3         | —         | 8         | —         | 4         | Д3    | Монголия | Осёма      | 7         | —         | 8         | —         | 0         |
| Япония    | Тохакурю   | 9         | —         | 6         | —         | 0         | Д4    | Япония   | Энхо       | 7         | —         | 8         | —         | 0         |
| Казахстан | Кимбодзан  | 11        | —         | 4         | —         | 0         | Д5    | Япония   | Котокудзан | 4         | —         | 11        | —         | 0         |
| Япония    | Тюраноуми  | 4         | —         | 11        | —         | 0         | Д6    | Монголия | Дайсёхо    | 12        | —         | 3         | —         | 0         |
| Япония    | Тиёнокуни  | 10        | —         | 5         | —         | 0         | Д7    | Япония   | Тотимусаси | 4         | —         | 11        | —         | 0         |
| Япония    | Симаноуми  | 5         | —         | 10        | —         | 0         | Д8    | Япония   | Китановака | 4         | —         | 11        | —         | 0         |
| [ 2 ]     | Рога       | 9         | —         | 6         | —         | 0         | Д9    | Япония   | Хидэноуми  | 8         | —         | 7         | —         | 0         |
| Япония    | Гонояма    | 9         | —         | 6         | —         | 0         | Д10   | Япония   | Теруцуёси  | 5         | —         | 10        | —         | 0         |
| Япония    | Тиёсакаэ   | 5         | —         | 10        | —         | 0         | Д11   | Япония   | Симадзууми | 9         | —         | 6         | —         | 0         |
| Япония    | Такакэнто  | 7         | —         | 8         | —         | 0         | Д12   | Япония   | Асанояма   | 14        | —         | 1         | —         | 0         |
| Япония    | Сённаноуми | 12        | —         | 3         | —         | 0         | Д13   | Япония   | Кайсё      | 5         | —         | 10        | —         | 0         |
| Япония    | Цусиманада | 9         | —         | 6         | —         | 0         | Д14   | Япония   | Хакуёдзан  | 9         | —         | 6         | —         | 0         |

#### Обладателиспециальных призов
- гино-сё (за техническое совершенство) — Кирибаяма
- канто-сё (за боевой дух) — Котосёхо[англ.]

### Хару басё
12 – 26 марта, Гимназия префектуры Осака, Осака.
Обозначения
| Победитель турнира | Второе место | Пропустил турнир |

| Макуути   | Макуути      | Макуути   | Макуути   | Макуути   | Макуути   | Макуути   | Макуути | Макуути  | Макуути     | Макуути   | Макуути   | Макуути   | Макуути   | Макуути   |
| Восток    | Восток       | Результат | Результат | Результат | Результат | Результат | Ранг    | Запад    | Запад       | Результат | Результат | Результат | Результат | Результат |
| --------- | ------------ | --------- | --------- | --------- | --------- | --------- | ------- | -------- | ----------- | --------- | --------- | --------- | --------- | --------- |
| Монголия  | Тэрунофудзи  | 0         | —         | 0         | —         | 15        | Ё       | ø        |             |           | —         |           | —         |           |
| ø         |              |           | —         |           | —         |           | О       | Япония   | Такакэйсё   | 3         | —         | 4         | —         | 8         |
| Япония    | Вакатакакагэ | 7         | —         | 7         | —         | 1         | С       | Монголия | Хосёрю      | 10        | —         | 5         | —         | 0         |
| Монголия  | Кирибаяма*   | 12        | —         | 3         | —         | 0         | С       | ø        |             |           | —         |           | —         |           |
| Япония    | Вакамотохару | 11        | —         | 4         | —         | 0         | К       | Япония   | Котоновака  | 9         | —         | 6         | —         | 8         |
| Япония    | Дайэйсё**    | 12        | —         | 3         | —         | 0         | К       | Япония   | Тобидзару   | 6         | —         | 9         | —         | 0         |
| Монголия  | Тамаваси     | 3         | —         | 12        | —         | 0         | М1      | Япония   | Сёдай       | 10        | —         | 5         | —         | 0         |
| Япония    | Аби          | 9         | —         | 6         | —         | 0         | M2      | Япония   | Рюден       | 2         | —         | 13        | —         | 0         |
| Япония    | Митакэуми    | 8         | —         | 7         | —         | 0         | M3      | Япония   | Нисикиги    | 6         | —         | 9         | —         | 0         |
| Япония    | Оносё        | 4         | —         | 5         | —         | 6         | M4      | Япония   | Мэйсэй      | 5         | —         | 10        | —         | 0         |
| Япония    | Котосёхо     | 6         | —         | 9         | —         | 0         | M5      | Япония   | Мидорифудзи | 10        | —         | 5         | —         | 0         |
| Япония    | Эндо         | 9         | —         | 6         | —         | 0         | M6      | Япония   | Саданоуми   | 6         | —         | 9         | —         | 0         |
| Япония    | Хокутофудзи  | 7         | —         | 8         | —         | 0         | M7      | Япония   | Такаясу     | 10        | —         | 5         | —         | 0         |
| Япония    | Итиямамото   | 4         | —         | 11        | —         | 0         | M8      | Япония   | Ура         | 9         | —         | 6         | —         | 0         |
| Болгария  | Аоияма       | 6         | —         | 9         | —         | 0         | M9      | Япония   | Хирадоуми   | 7         | —         | 8         | —         | 0         |
| Япония    | Мёгирю       | 5         | —         | 10        | —         | 0         | M10     | Япония   | Нисикифудзи | 10        | —         | 5         | —         | 0         |
| Монголия  | Адзумарю     | 4         | —         | 11        | —         | 0         | M11     | Япония   | Таканосё    | 8         | —         | 7         | —         | 10        |
| Япония    | Кагаяки      | 5         | —         | 10        | —         | 0         | M12     | Япония   | Такарафудзи | 8         | —         | 7         | —         | 0         |
| Монголия  | Дайсёхо      | 8         | —         | 7         | —         | 0         | M13     | Япония   | Котоэко     | 8         | —         | 7         | —         | 0         |
| Казахстан | Кимбодзан    | 11        | —         | 4         | —         | 0         | M14     | Япония   | Бусёдзан    | 5         | —         | 10        | —         | 0         |
| Япония    | Хокусэйхо    | 9         | —         | 6         | —         | 0         | M15     | Япония   | Охо\|       | 7         | —         | 8         | —         | 0         |
| Монголия  | Тиёсёма      | 9         | —         | 6         | —         | 0         | M16     | Япония   | Цуругисё    | 8         | —         | 7         | —         | 0         |
| Монголия  | Миторю       | 8         | —         | 7         | —         | 0         | M17     | ø        |             |           | —         |           | —         |           |

| Дзюрё    | Дзюрё      | Дзюрё     | Дзюрё     | Дзюрё     | Дзюрё     | Дзюрё     | Дзюрё | Дзюрё    | Дзюрё      | Дзюрё     | Дзюрё     | Дзюрё     | Дзюрё     | Дзюрё     |
| Восток   | Восток     | Результат | Результат | Результат | Результат | Результат | Ранг  | Запад    | Запад      | Результат | Результат | Результат | Результат | Результат |
| -------- | ---------- | --------- | --------- | --------- | --------- | --------- | ----- | -------- | ---------- | --------- | --------- | --------- | --------- | --------- |
| Япония   | Асанояма   | 13        | —         | 2         | —         | 0         | Д1    | Япония   | Тохакурю   | 7         | —         | 8         | —         | 0         |
| Япония   | Тиёнокуни  | 3         | —         | 12        | —         | 0         | Д2    | Грузия   | Тотиносин  | 5         | —         | 10        | —         | 0         |
| Монголия | Итинодзё   | 14        | —         | 1         | —         | 0         | Д3    | Япония   | Сённаноуми | 9         | —         | 6         | —         | 0         |
| Япония   | Тиёмару    | 4         | —         | 11        | —         | 0         | Д4    | Монголия | Осёма      | 8         | —         | 7         | —         | 0         |
| Россия   | Рога       | 8         | —         | 7         | —         | 0         | Д5    | Япония   | Энхо       | 9         | —         | 6         | —         | 0         |
| Япония   | Гонояма    | 11        | —         | 4         | —         | 0         | Д6    | Япония   | Дайамами   | 6         | —         | 9         | —         | 0         |
| Япония   | Акуа       | 8         | —         | 7         | —         | 0         | Д7    | Япония   | Симадзууми | 8         | —         | 7         | —         | 0         |
| Япония   | Хидэноуми  | 6         | —         | 9         | —         | 0         | Д8    | Япония   | Атамифудзи | 8         | —         | 7         | —         | 0         |
| Япония   | Цусиманада | 4         | —         | 11        | —         | 0         | Д9    | Япония   | Хакуёдзан  | 9         | —         | 6         | —         | 0         |
| Япония   | Котокудзан | 4         | —         | 11        | —         | 0         | Д10   | Япония   | Тюраноуми  | 9         | —         | 6         | —         | 0         |
| Япония   | Симаноуми  | 5         | —         | 10        | —         | 0         | Д11   | Япония   | Китановака | 8         | —         | 7         | —         | 0         |
| Япония   | Тотимусаси | 4         | —         | 11        | —         | 0         | Д12   | Япония   | Такакэнто  | 10        | —         | 5         | —         | 0         |
| Япония   | Тамасёхо   | 8         | —         | 7         | —         | 0         | Д13   | Япония   | Томокадзе  | 8         | —         | 7         | —         | 0         |
| Япония   | Токусёрю   | 4         | —         | 11        | —         | 0         | Д14   | Япония   | Отиай      | 10        | —         | 5         | —         | 0         |

Примечания:
- * – победил в дополнительном финале
- ** – проиграл в дополнительном финале

#### Обладателиспециальных призов
- гино-сё (за техническое совершенство) — Кирибаяма и Дайэйсё
- канто-сё (за боевой дух) — Кимбодзан

### Нацу басё
14 — 28 мая, Рёгоку Кокугикан, Токио.
Обозначения
| Победитель турнира | Второе место | Пропустил турнир |

| Макуути   | Макуути      | Макуути   | Макуути   | Макуути   | Макуути   | Макуути   | Макуути | Макуути  | Макуути      | Макуути   | Макуути   | Макуути   | Макуути   | Макуути   |
| Восток    | Восток       | Результат | Результат | Результат | Результат | Результат | Ранг    | Запад    | Запад        | Результат | Результат | Результат | Результат | Результат |
| --------- | ------------ | --------- | --------- | --------- | --------- | --------- | ------- | -------- | ------------ | --------- | --------- | --------- | --------- | --------- |
| Монголия  | Тэрунофудзи  | 14        | —         | 1         | —         | 0         | Ё       | ø        |              |           | —         |           | —         |           |
| ø         |              |           | —         |           | —         |           | О       | Япония   | Такакэйсё    | 8         | —         | 7         | —         | 0         |
| Монголия  | Кирибаяма    | 11        | —         | 4         | —         | 0         | С       | Монголия | Хосёрю       | 11        | —         | 4         | —         | 0         |
| Япония    | Дайэйсё      | 10        | —         | 5         | —         | 0         | С       | Япония   | Вакамотохару | 10        | —         | 5         | —         | 0         |
| Япония    | Вакатакакагэ | 0         | —         | 0         | —         | 15        | К       | Япония   | Котоновака   | 8         | —         | 7         | —         | 0         |
| Япония    | Сёдай        | 6         | —         | 9         | —         | 0         | К       | ø        |              |           | —         |           | —         |           |
| Япония    | Аби          | 8         | —         | 7         | —         | 0         | М1      | Япония   | Мидорифудзи  | 6         | —         | 9         | —         | 0         |
| Япония    | Такаясу      | 3         | —         | 3         | —         | 9         | M2      | Япония   | Эндо         | 0         | —         | 7         | —         | 8         |
| Япония    | Тобидзару    | 8         | —         | 7         | —         | 0         | M3      | Япония   | Нисикифудзи  | 3         | —         | 12        | —         | 0         |
| Япония    | Ура          | 7         | —         | 8         | —         | 0         | M4      | Япония   | Нисикиги     | 9         | —         | 6         | —         | 0         |
| Казахстан | Кимбодзан    | 4         | —         | 11        | —         | 0         | M5      | Япония   | Котосёхо     | 2         | —         | 10        | —         | 3         |
| Япония    | Мэйсэй       | 8         | —         | 7         | —         | 0         | M6      | Япония   | Митакэуми    | 9         | —         | 6         | —         | 0         |
| Япония    | Хокутофудзи  | 6         | —         | 9         | —         | 0         | M7      | Монголия | Тамаваси     | 7         | —         | 8         | —         | 0         |
| Япония    | Саданоуми    | 7         | —         | 8         | —         | 0         | M8      | Япония   | Таканосё     | 7         | —         | 8         | —         | 0         |
| Япония    | Оносё        | 8         | —         | 7         | —         | 0         | M9      | Япония   | Хирадоуми    | 9         | —         | 6         | —         | 0         |
| Япония    | Рюден        | 5         | —         | 10        | —         | 0         | M10     | Япония   | Такарафудзи  | 5         | —         | 10        | —         | 0         |
| Япония    | Хокусэйхо    | 8         | —         | 7         | —         | 0         | M11     | Монголия | Дайсёхо      | 6         | —         | 9         | —         | 0         |
| Болгария  | Аоияма       | 5         | —         | 10        | —         | 0         | M12     | Япония   | Котоэко      | 8         | —         | 7         | —         | 0         |
| Монголия  | Тиёсёма      | 8         | —         | 7         | —         | 0         | M13     | Монголия | Итинодзё     |           | —         |           | —         |           |
| Япония    | Асанояма     | 12        | —         | 3         | —         | 0         | M14     | Япония   | Мёгирю       | 9         | —         | 6         | —         | 0         |
| Япония    | Итиямамото   | 4         | —         | 11        | —         | 0         | M15     | Япония   | Цуругисё     | 9         | —         | 6         | —         | 0         |
| Монголия  | Миторю       | 5         | —         | 10        | —         | 0         | M16     | Япония   | Охо          | 11        | —         | 4         | —         | 0         |
| Япония    | Кагаяки      | 7         | —         | 8         | —         | 0         | M17     | ø        |              |           | —         |           | —         |           |

| Дзюрё    | Дзюрё      | Дзюрё     | Дзюрё     | Дзюрё     | Дзюрё     | Дзюрё     | Дзюрё | Дзюрё  | Дзюрё      | Дзюрё     | Дзюрё     | Дзюрё     | Дзюрё     | Дзюрё     |
| Восток   | Восток     | Результат | Результат | Результат | Результат | Результат | Ранг  | Запад  | Запад      | Результат | Результат | Результат | Результат | Результат |
| -------- | ---------- | --------- | --------- | --------- | --------- | --------- | ----- | ------ | ---------- | --------- | --------- | --------- | --------- | --------- |
| Япония   | Гонояма*   | 14        | —         | 1         | —         | 0         | Д1    | Япония | Сённаноуми | 11        | —         | 4         | —         | 0         |
| Монголия | Адзумарю   | 2         | —         | 13        | —         | 0         | Д2    | Япония | Тохакурю   | 4         | —         | 11        | —         | 0         |
| Япония   | Бусёдзан   | 10        | —         | 5         | —         | 0         | Д3    | Япония | Энхо       | 0         | —         | 10        | —         | 5         |
| Монголия | Осёма      | 7         | —         | 8         | —         | 0         | Д4    | Россия | Рога       | 9         | —         | 6         | —         | 0         |
| Грузия   | Тотиносин  | 0         | —         | 6         | —         | 9         | Д5    | Япония | Акуа       | 5         | —         | 10        | —         | 0         |
| Япония   | Хакуёдзан  | 6         | —         | 8         | —         | 1         | Д6    | Япония | Симадзууми | 8         | —         | 7         | —         | 0         |
| Япония   | Такакэнто  | 6         | —         | 9         | —         | 0         | Д7    | Япония | Тюраноуми  | 7         | —         | 8         | —         | 0         |
| Япония   | Атамифудзи | 13        | —         | 2         | —         | 0         | Д8    | Япония | Отиай**    | 14        | —         | 1         | —         | 0         |
| Япония   | Дайамами   | 7         | —         | 8         | —         | 0         | Д9    | Япония | Тиёнокуни  | 0         | —         | 10        | —         | 5         |
| Япония   | Тиёмару    | 6         | —         | 9         | —         | 0         | Д10   | Япония | Китановака | 8         | —         | 7         | —         | 0         |
| Япония   | Хидэноуми  | 6         | —         | 9         | —         | 0         | Д11   | Япония | Тамасёхо   | 9         | —         | 6         | —         | 0         |
| Япония   | Томокадзе  | 8         | —         | 7         | —         | 0         | Д12   | Япония | Тиёсакаэ   | 8         | —         | 7         | —         | 0         |
| Япония   | Фудзисэйун | 9         | —         | 6         | —         | 0         | Д13   | Япония | Симаноуми  | 8         | —         | 7         | —         | 0         |
| Япония   | Токихаятэ  | 6         | —         | 9         | —         | 0         | Д14   | Япония | Тотимусаси | 8         | —         | 7         | —         | 0         |

Примечания:
- * – победил в дополнительном финале
- ** – проиграл в дополнительном финале

#### Обладателиспециальных призов
- гино-сё (за техническое совершенство) — Кирибаяма и Вакамотохару
- сюкун-сё (за выдающееся выступление) — Мэйсэй

### Нагоя басё
9 – 23 июля, Гимназия префектуры Айти, Нагоя.
Обозначения
| Победитель турнира | Второе место | Пропустил турнир |

| Макуути   | Макуути     | Макуути   | Макуути   | Макуути   | Макуути   | Макуути   | Макуути | Макуути  | Макуути       | Макуути   | Макуути   | Макуути   | Макуути   | Макуути   |
| Восток    | Восток      | Результат | Результат | Результат | Результат | Результат | Ранг    | Запад    | Запад         | Результат | Результат | Результат | Результат | Результат |
| --------- | ----------- | --------- | --------- | --------- | --------- | --------- | ------- | -------- | ------------- | --------- | --------- | --------- | --------- | --------- |
| Монголия  | Тэрунофудзи | 1         | —         | 3         | —         | 11        | Ё       | ø        |               |           | —         |           | —         |           |
| Япония    | Такакэйсё   | 0         | —         | 0         | —         | 15        | О       | Монголия | Кирисима      | 6         | —         | 7         | —         | 2         |
| Монголия  | Хосёрю*     | 12        | —         | 3         | —         | 0         | С       | Япония   | Дайэйсё       | 9         | —         | 6         | —         | 0         |
| ø         |             |           | —         |           | —         |           | С       | Япония   | Вакамотохару  | 9         | —         | 6         | —         | 0         |
| Япония    | Котоновака  | 11        | —         | 4         | —         | 0         | К       | Япония   | Аби           | 6         | —         | 9         | —         | 0         |
| Япония    | Нисикиги    | 10        | —         | 5         | —         | 0         | М1      | Япония   | Тобидзару     | 9         | —         | 6         | —         | 0         |
| Япония    | Сёдай       | 6         | —         | 9         | —         | 0         | M2      | Япония   | Митакэуми     | 3         | —         | 12        | —         | 0         |
| Япония    | Мидорифудзи | 4         | —         | 11        | —         | 0         | M3      | Япония   | Мэйсэй        | 8         | —         | 7         | —         | 0         |
| Япония    | Асанояма    | 8         | —         | 4         | —         | 3         | M4      | Япония   | Ура           | 7         | —         | 8         | —         | 0         |
| Япония    | Хирадоуми   | 5         | —         | 10        | —         | 0         | M5      | Япония   | Оносё         | 6         | —         | 9         | —         | 0         |
| Япония    | Хокусэйхо   | 5         | —         | 10        | —         | 0         | M6      | Япония   | Охо           | 6         | —         | 9         | —         | 0         |
| Япония    | Такаясу     | 7         | —         | 8         | —         | 0         | M7      | Монголия | Тамаваси      | 8         | —         | 7         | —         | 0         |
| Япония    | Саданоуми   | 5         | —         | 10        | —         | 0         | M8      | Япония   | Нисикифудзи   | 5         | —         | 10        | —         | 0         |
| Япония    | Таканосё    | 8         | —         | 7         | —         | 0         | M9      | Япония   | Хокутофудзи** | 12        | —         | 3         | —         | 0         |
| Казахстан | Кимбодзан   | 7         | —         | 8         | —         | 0         | M10     | Япония   | Мёгирю        | 6         | —         | 9         | —         | 0         |
| Япония    | Котоэко     | 8         | —         | 7         | —         | 0         | M11     | Япония   | Цуругисё      | 5         | —         | 10        | —         | 0         |
| Монголия  | Тиёсёма     | 6         | —         | 9         | —         | 0         | M12     | Япония   | Вакатакакагэ  | 0         | —         | 0         | —         | 15        |
| Япония    | Гонояма     | 10        | —         | 5         | —         | 0         | M13     | Япония   | Котосёхо      | 7         | —         | 8         | —         | 0         |
| Монголия  | Дайсёхо     | 6         | —         | 9         | —         | 0         | M14     | Япония   | Сённаноуми    | 10        | —         | 5         | —         | 0         |
| Япония    | Рюден       | 10        | —         | 5         | —         | 0         | M15     | Япония   | Такарафудзи   | 9         | —         | 6         | —         | 0         |
| Япония    | Эндо        | 10        | —         | 5         | —         | 0         | M16     | Япония   | Бусёдзан      | 3         | —         | 12        | —         | 0         |
| Болгария  | Аоияма      | 9         | —         | 6         | —         | 0         | M17     | Япония   | Хакуохо       | 11        | —         | 4         | —         | 0         |

| Дзюрё    | Дзюрё      | Дзюрё     | Дзюрё     | Дзюрё     | Дзюрё     | Дзюрё     | Дзюрё | Дзюрё    | Дзюрё       | Дзюрё     | Дзюрё     | Дзюрё     | Дзюрё     | Дзюрё     |
| Восток   | Восток     | Результат | Результат | Результат | Результат | Результат | Ранг  | Запад    | Запад       | Результат | Результат | Результат | Результат | Результат |
| -------- | ---------- | --------- | --------- | --------- | --------- | --------- | ----- | -------- | ----------- | --------- | --------- | --------- | --------- | --------- |
| Япония   | Кагаяки    | 9         | —         | 6         | —         | 0         | Д1    | Япония   | Атамифудзи* | 11        | —         | 4         | —         | 0         |
| Россия   | Рога       | 8         | —         | 7         | —         | 0         | Д2    | Монголия | Миторю      | 6         | —         | 9         | —         | 0         |
| Япония   | Итиямамото | 4         | —         | 9         | —         | 2         | Д3    | Япония   | Симадзууми  | 5         | —         | 10        | —         | 0         |
| Монголия | Осёма      | 7         | —         | 8         | —         | 0         | Д4    | Япония   | Тохакурю    | 7         | —         | 8         | —         | 0         |
| Япония   | Тамасёхо   | 10        | —         | 5         | —         | 0         | Д5    | Япония   | Китановака  | 10        | —         | 5         | —         | 0         |
| Япония   | Фудзисэйун | 0         | —         | 0         | —         | 15        | Д6    | Монголия | Адзумарю    | 7         | —         | 8         | —         | 0         |
| Япония   | Хакуёдзан  | 6         | —         | 9         | —         | 0         | Д7    | Япония   | Тюраноуми   | 8         | —         | 7         | —         | 0         |
| Япония   | Такакэнто  | 7         | —         | 8         | —         | 0         | Д8    | Япония   | Акуа        | 7         | —         | 8         | —         | 0         |
| Япония   | Дайамами** | 11        | —         | 4         | —         | 0         | Д9    | Япония   | Томокадзе   | 10        | —         | 5         | —         | 0         |
| Япония   | Тиёсакаэ   | 8         | —         | 7         | —         | 0         | Д10   | Япония   | Симаноуми   | 5         | —         | 10        | —         | 0         |
| Япония   | Тиёмару    | 8         | —         | 7         | —         | 0         | Д11   | Япония   | Цусиманада  | 3         | —         | 12        | —         | 0         |
| Украина  | Сиси       | 9         | —         | 6         | —         | 0         | Д12   | Япония   | Хидэноуми   | 5         | —         | 10        | —         | 0         |
| Япония   | Кихо       | 7         | —         | 4         | —         | 4         | Д13   | Япония   | Сидэн       | 8         | —         | 7         | —         | 0         |
| Япония   | Юма        | 6         | —         | 9         | —         | 0         | Д14   | Япония   | Тиёноуми    | 4         | —         | 11        | —         | 0         |

Примечания:
- * – победил в дополнительном финале
- ** – проиграл в дополнительном финале

#### Обладателиспециальных призов
- канто-сё (за боевой дух) — Хосёрю, Хокутофудзи[англ.], Котоновака[англ.], Гонояма[англ.], Сённаноуми[англ.] и Хакуохо[англ.]
- гино-сё (за техническое совершенство) — Хакуохо[англ.]
- сюкун-сё (за выдающееся выступление) — Нисикиги[англ.]

### Аки басё
10 – 24 сентября, Рёгоку Кокугикан, Токио.
Обозначения
| Победитель турнира | Второе место | Пропустил турнир |

| Макуути   | Макуути      | Макуути   | Макуути   | Макуути   | Макуути   | Макуути   | Макуути | Макуути  | Макуути      | Макуути   | Макуути   | Макуути   | Макуути   | Макуути   |
| Восток    | Восток       | Результат | Результат | Результат | Результат | Результат | Ранг    | Запад    | Запад        | Результат | Результат | Результат | Результат | Результат |
| --------- | ------------ | --------- | --------- | --------- | --------- | --------- | ------- | -------- | ------------ | --------- | --------- | --------- | --------- | --------- |
| Монголия  | Тэрунофудзи  | 0         | —         | 0         | —         | 15        | Ё       | ø        |              |           | —         |           | —         |           |
| Монголия  | Кирисима     | 9         | —         | 6         | —         | 0         | О       | Япония   | Такакэйсё*   | 11        | —         | 4         | —         | 0         |
| ø         |              |           | —         |           | —         |           | О       | Монголия | Хосёрю       | 8         | —         | 7         | —         | 0         |
| Япония    | Дайэйсё      | 10        | —         | 5         | —         | 0         | С       | Япония   | Вакамотохару | 9         | —         | 6         | —         | 0         |
| Япония    | Котоновака   | 9         | —         | 6         | —         | 0         | С       | ø        |              |           | —         |           | —         |           |
| Япония    | Нисикиги     | 5         | —         | 10        | —         | 0         | К       | Япония   | Тобидзару    | 6         | —         | 10        | —         | 0         |
| Япония    | Хокутофудзи  | 8         | —         | 7         | —         | 0         | М1      | Япония   | Мэйсэй       | 7         | —         | 8         | —         | 0         |
| Япония    | Аби          | 9         | —         | 6         | —         | 0         | M2      | Япония   | Асанояма     | 9         | —         | 6         | —         | 0         |
| Япония    | Сёдай        | 8         | —         | 7         | —         | 0         | M3      | Монголия | Тамаваси     | 2         | —         | 13        | —         | 0         |
| Япония    | Таканосё     | 6         | —         | 9         | —         | 0         | M4      | Япония   | Ура          | 9         | —         | 6         | —         | 0         |
| Япония    | Гонояма      | 9         | —         | 6         | —         | 0         | M5      | Япония   | Сённаноуми   | 7         | —         | 8         | —         | 0         |
| Япония    | Оносё        | 9         | —         | 6         | —         | 0         | M6      | Япония   | Рюден        | 6         | —         | 9         | —         | 0         |
| Япония    | Такаясу      | 10        | —         | 5         | —         | 0         | M7      | Япония   | Охо          | 5         | —         | 10        | —         | 0         |
| Япония    | Котоэко      | 6         | —         | 9         | —         | 0         | M8      | Япония   | Хирадоуми    | 6         | —         | 9         | —         | 0         |
| Япония    | Мидорифудзи  | 10        | —         | 5         | —         | 0         | M9      | Япония   | Хакуохо      | 0         | —         | 0         | —         | 15        |
| Казахстан | Кимбодзан    | 9         | —         | 6         | —         | 0         | M10     | Япония   | Эндо         | 9         | —         | 6         | —         | 0         |
| Япония    | Митакэуми    | 9         | —         | 6         | —         | 0         | M11     | Япония   | Хокусэйхо    | 10        | —         | 5         | —         | 0         |
| Япония    | Такарафудзи  | 7         | —         | 8         | —         | 0         | M12     | Япония   | Саданоуми    | 8         | —         | 7         | —         | 0         |
| Япония    | Мёгирю       | 10        | —         | 5         | —         | 0         | M13     | Япония   | Нисикифудзи  | 5         | —         | 10        | —         | 0         |
| Болгария  | Аоияма       | 5         | —         | 10        | —         | 0         | M14     | Япония   | Котосёхо     | 5         | —         | 10        | —         | 0         |
| Япония    | Атамифудзи** | 11        | —         | 4         | —         | 0         | M15     | Монголия | Тиёсёма      | 3         | —         | 12        | —         | 0         |
| Япония    | Кагаяки      | 5         | —         | 10        | —         | 0         | M16     | Япония   | Цуругисё     | 8         | —         | 7         | —         | 0         |
| Монголия  | Дайсёхо      | 3         | —         | 12        | —         | 0         | M17     | ø        |              |           | —         |           | —         |           |

| Дзюрё    | Дзюрё        | Дзюрё     | Дзюрё     | Дзюрё     | Дзюрё     | Дзюрё     | Дзюрё | Дзюрё    | Дзюрё      | Дзюрё     | Дзюрё     | Дзюрё     | Дзюрё     | Дзюрё     |
| Восток   | Восток       | Результат | Результат | Результат | Результат | Результат | Ранг  | Запад    | Запад      | Результат | Результат | Результат | Результат | Результат |
| -------- | ------------ | --------- | --------- | --------- | --------- | --------- | ----- | -------- | ---------- | --------- | --------- | --------- | --------- | --------- |
| Россия   | Рога         | 8         | —         | 7         | —         | 0         | Д1    | Япония   | Тамасёхо   | 4         | —         | 11        | —         | 0         |
| Япония   | Китановака   | 8         | —         | 7         | —         | 0         | Д2    | Япония   | Дайамами   | 7         | —         | 8         | —         | 0         |
| Япония   | Томокадзе    | 11        | —         | 4         | —         | 0         | Д3    | Монголия | Миторю     | 7         | —         | 8         | —         | 0         |
| Монголия | Осёма        | 8         | —         | 7         | —         | 0         | Д4    | Япония   | Тохакурю   | 10        | —         | 5         | —         | 0         |
| Япония   | Тюраноуми    | 10        | —         | 5         | —         | 0         | Д5    | Япония   | Бусёдзан   | 9         | —         | 6         | —         | 0         |
| Япония   | Симадзууми   | 9         | —         | 6         | —         | 0         | Д6    | Монголия | Адзумарю   | 3         | —         | 12        | —         | 0         |
| Япония   | Вакатакакагэ | 0         | —         | 0         | —         | 15        | Д7    | Япония   | Итиямамото | 13        | —         | 2         | —         | 0         |
| Украина  | Сиси         | 9         | —         | 6         | —         | 0         | Д8    | Япония   | Тиёсакаэ   | 4         | —         | 11        | —         | 0         |
| Япония   | Такакэнто    | 6         | —         | 9         | —         | 0         | Д9    | Япония   | Акуа       | 6         | —         | 9         | —         | 0         |
| Япония   | Тиёмару      | 8         | —         | 7         | —         | 0         | Д10   | Япония   | Хакуёдзан  | 4         | —         | 11        | —         | 0         |
| Япония   | Сидэн        | 6         | —         | 9         | —         | 0         | Д11   | Япония   | Токихаятэ  | 8         | —         | 7         | —         | 0         |
| Япония   | Симаноуми    | 7         | —         | 8         | —         | 0         | Д12   | Япония   | Такахаси   | 8         | —         | 7         | —         | 0         |
| Япония   | Кихо         | 4         | —         | 11        | —         | 0         | Д13   | Япония   | Асакорю    | 7         | —         | 8         | —         | 0         |
| Япония   | Оносато      | 12        | —         | 3         | —         | 0         | Д14   | Япония   | Тэнсёхо    | 8         | —         | 7         | —         | 0         |

Примечания:
- * – победил в дополнительном финале
- ** – проиграл в дополнительном финале

#### Обладателиспециальных призов
- канто-сё (за боевой дух) — Атамифудзи[англ.]

### Кюсю басё
12 – 26 ноября, Конференц-центр Фукуоки, Кюсю.
Обозначения
| Победитель турнира | Второе место | Пропустил турнир |

| Макуути  | Макуути     | Макуути   | Макуути   | Макуути   | Макуути   | Макуути   | Макуути | Макуути   | Макуути      | Макуути   | Макуути   | Макуути   | Макуути   | Макуути   |
| Восток   | Восток      | Результат | Результат | Результат | Результат | Результат | Ранг    | Запад     | Запад        | Результат | Результат | Результат | Результат | Результат |
| -------- | ----------- | --------- | --------- | --------- | --------- | --------- | ------- | --------- | ------------ | --------- | --------- | --------- | --------- | --------- |
| Монголия | Тэрунофудзи | 0         | —         | 0         | —         | 15        | Ё       | ø         |              |           | —         |           | —         |           |
| Япония   | Такакэйсё   | 9         | —         | 6         | —         | 0         | О       | Монголия  | Кирисима     | 13        | —         | 2         | —         | 0         |
| ø        |             |           | —         |           | —         |           | О       | Монголия  | Хосёрю       | 10        | —         | 5         | —         | 0         |
| Япония   | Дайэйсё     | 9         | —         | 6         | —         | 0         | С       | Япония    | Вакамотохару | 6         | —         | 9         | —         | 0         |
| Япония   | Котоновака  | 11        | —         | 4         | —         | 0         | С       | ø         |              |           | —         |           | —         |           |
| Япония   | Аби         | 6         | —         | 9         | —         | 0         | К       | Япония    | Хокутофудзи  | 5         | —         | 10        | —         | 0         |
| Япония   | Асанояма    | 4         | —         | 4         | —         | 7         | М1      | Япония    | Ура          | 8         | —         | 7         | —         | 0         |
| Япония   | Сёдай       | 6         | —         | 9         | —         | 0         | M2      | Япония    | Мэйсэй       | 4         | —         | 11        | —         | 0         |
| Япония   | Такаясу     | 10        | —         | 5         | —         | 0         | M3      | Япония    | Тобидзару    | 7         | —         | 8         | —         | 0         |
| Япония   | Гонояма     | 8         | —         | 7         | —         | 0         | M4      | Япония    | Нисикиги     | 7         | —         | 8         | —         | 0         |
| Япония   | Оносё       | 3         | —         | 12        | —         | 0         | M5      | Япония    | Мидорифудзи  | 9         | —         | 6         | —         | 0         |
| Япония   | Сённаноуми  | 7         | —         | 8         | —         | 0         | M6      | Япония    | Таканосё     | 5         | —         | 6         | —         | 4         |
| Япония   | Хокусэйхо   | 7         | —         | 8         | —         | 0         | M7      | Казахстан | Кимбодзан    | 8         | —         | 7         | —         | 0         |
| Япония   | Эндо        | 5         | —         | 10        | —         | 0         | M8      | Япония    | Атамифудзи   | 11        | —         | 4         | —         | 0         |
| Япония   | Мёгирю      | 6         | —         | 9         | —         | 0         | M9      | Япония    | Митакэуми    | 8         | —         | 7         | —         | 0         |
| Япония   | Рюден       | 10        | —         | 5         | —         | 0         | M10     | Япония    | Котоэко      | 2         | —         | 8         | —         | 5         |
| Япония   | Саданоуми   | 8         | —         | 7         | —         | 0         | M11     | Япония    | Хирадоуми    | 9         | —         | 6         | —         | 0         |
| Япония   | Охо         | 8         | —         | 7         | —         | 0         | M12     | Монголия  | Тамаваси     | 9         | —         | 6         | —         | 0         |
| Япония   | Такарафудзи | 6         | —         | 9         | —         | 0         | M13     | Япония    | Цуругисё     | 9         | —         | 6         | —         | 0         |
| Япония   | Томокадзе   | 7         | —         | 8         | —         | 0         | M14     | Япония    | Итиямамото   | 11        | —         | 4         | —         | 0         |
| Япония   | Тохакурю    | 5         | —         | 10        | —         | 0         | M15     | Япония    | Тюраноуми    | 9         | —         | 6         | —         | 0         |
| Россия   | Рога        | 5         | —         | 10        | —         | 0         | M16     | Япония    | Нисикифудзи  | 6         | —         | 9         | —         | 0         |
| Япония   | Китановака  | 5         | —         | 10        | —         | 0         | M17     | ø         |              |           | —         |           | —         |           |

| Дзюрё    | Дзюрё     | Дзюрё     | Дзюрё     | Дзюрё     | Дзюрё     | Дзюрё     | Дзюрё | Дзюрё    | Дзюрё      | Дзюрё     | Дзюрё     | Дзюрё     | Дзюрё     | Дзюрё     |
| Восток   | Восток    | Результат | Результат | Результат | Результат | Результат | Ранг  | Запад    | Запад      | Результат | Результат | Результат | Результат | Результат |
| -------- | --------- | --------- | --------- | --------- | --------- | --------- | ----- | -------- | ---------- | --------- | --------- | --------- | --------- | --------- |
| Болгария | Аоияма    | 8         | —         | 7         | —         | 0         | Д1    | Япония   | Котосёхо*  | 12        | —         | 3         | —         | 0         |
| Япония   | Бусёдзан  | 10        | —         | 5         | —         | 0         | Д2    | Япония   | Симадзууми | 9         | —         | 6         | —         | 0         |
| Япония   | Кагаяки   | 5         | —         | 10        | —         | 0         | Д3    | Монголия | Осёма      | 6         | —         | 9         | —         | 0         |
| Япония   | Дайамами  | 9         | —         | 6         | —         | 0         | Д4    | Монголия | Миторю     | 9         | —         | 6         | —         | 0         |
| Япония   | Оносато** | 12        | —         | 3         | —         | 0         | Д5    | Украина  | Сиси       | 6         | —         | 9         | —         | 0         |
| Монголия | Тиёсёма   | 8         | —         | 7         | —         | 0         | Д6    | Япония   | Хакуохо    | 0         | —         | 0         | —         | 15        |
| Монголия | Дайсёхо   | 5         | —         | 10        | —         | 0         | Д7    | Япония   | Тамасёхо   | 9         | —         | 6         | —         | 0         |
| Япония   | Тиёмару   | 4         | —         | 7         | —         | 4         | Д8    | Япония   | Токихаятэ  | 8         | —         | 7         | —         | 0         |
| Япония   | Такахаси  | 8         | —         | 7         | —         | 0         | Д9    | Япония   | Такакэнто  | 3         | —         | 12        | —         | 0         |
| Япония   | Акуа      | 5         | —         | 10        | —         | 0         | Д10   | Япония   | Тэнсёхо    | 5         | —         | 10        | —         | 0         |
| Япония   | Хитоси    | 2         | —         | 13        | —         | 0         | Д11   | Япония   | Хидэноуми  | 6         | —         | 7         | —         | 2         |
| Япония   | Симаноуми | 9         | —         | 6         | —         | 0         | Д12   | Япония   | Сидэн      | 9         | —         | 6         | —         | 0         |
| Япония   | Юма       | 7         | —         | 8         | —         | 0         | Д13   | Япония   | Асакорю    | 9         | —         | 6         | —         | 0         |
| Япония   | Тиёсакаэ  | 7         | —         | 8         | —         | 0         | Д14   | Монголия | Адзумарю   | 0         | —         | 2         | —         | 13        |

Примечания:
- * – победил в дополнительном финале
- ** – проиграл в дополнительном финале

#### Обладателиспециальных призов
- канто-сё (за боевой дух) — Атамифудзи[англ.], Котоновака[англ.] и Итиямамото[англ.].

## События

### Январь
- 6: ёкодзуна Тэрунофудзи снялся с январского турнира.

- 8-22: состоялся турнир Хацу басё.

- 14: бывший сэкивакэ Окиноуми[англ.] объявил о выходе в отставку. На момент завершения карьеры он занимал позицию двенадцатого маэгасиры запада.

- 22: одзэки Такакэйсё со статистикой 12-3 выиграл третий в своей карьере Кубок императора. Второе место со статистикой 11-4 разделили комусуби Кирибаяма и маэгасира Котосёхо[англ.]. Они же получили специальные призы: Кирибаяма — за техническое совершенство (гино-сё), Котосёхо — за боевой дух (канто-сё). Такакэйсё получил неофициальный статус цунатори, то есть, кандидата на повышение в высший сумоистский ранг. Бывший одзэки Сёдай не смог одержать 10 побед, которые позволили бы ему вернуть ранг.

В других дивизионах победили:
- в дзюрё — Асанояма
- в макусита — Отиай[англ.]. Впервые со времен эпохи Сёва борец смог получить статус сэкитори (борца двух элитных дивизионов) всего за один турнир. Отиай также стал первым сэкитори в хэя Миягино с момента того, как ее возглавил бывший ёкодзуна Хакухо.
- в сандаммэ — Кайдзэн
- в дзёнидане — Такэруфудзи
- в дзёнокути — Кадзэноуми

- 28: прошла церемония данпацу-сики («отрезание пучка», формальная процедура завершения карьеры сумоиста) ояката Миягино (бывшего ёкодзуны Хакухо).

- 29: прошла церемония данпацу-сики бывшего маэгасиры Тоёхибики[англ.].

### Февраль
- 1: Ояката Иказучи (бывший комусуби Какизоэ[англ.]) возглавил хэя Ирумагава, которая была переименована в Иказучи.

- 11: прошла церемония данпацу-сики бывшего комусуби Сёходзана[англ.].

- 27: опубликован бандзукэ к мартовскому турниру. Комусуби Кирибаяма был повышен до сэкивакэ. Дайэйсё и Тобидзару[англ.] были повышены до комусуби. Кимбодзан стал первым в истории казахстанским борцом в дивизионе макусита. Хокусэйхо[англ.], Бусёдзан[англ.] и Дайсёхо[англ.] были переведены из дзюрё в высший дивизион макуути. Тотиносин, Итинодзё  и Тиёмару[англ.] были понижены из макуути в дзюрё.

### Март
- 10: ёкодзуна Тэрунофудзи снялся с январского турнира.

- 12-26: состоялся турнир Хару басё.

- 18: одзэки Такакэйсё снялся с турнира после трех поражений из-за проблем с левым коленом. Он упустил возможность повышения в ранг ёкодзуны, а также оказался в статусе кадобана. Для сохранения ранга он должен был одержать не менее 8 побед на майском турнире.

- 24: в 13-й соревновательный день сэкивакэ Вакатакакагэ повредил мениск и порвал крестообразную связку, из-за чего был вынужден сняться с итоговой статистикой 7-7-1, что по правилам Японской ассоциации сумо привело к потере им ранга (так как борец не успел добиться восьми побед).

- 26: сэкивакэ Кирибаяма со статистикой 12-3 выиграл первый в своей карьере Кубок императора, победив своего основного конкурента, комусуби Дайэйсё, сначала в последний день турнира (что сделало их статистику равной), а затем — еще раз в дополнительном финальном поединке. После этой победы Кирибаяма получил статус одзэки-тори (кандидата на повышение в одзэки), на майском турнире ему необходимо было одержать не менее 10 побед. Оба претендента на чемпионство были удостоены специальной премии гино-сё за техническое совершенство (для Кирибаямы эта премия стала второй подряд). Новичок дивизиона макуути Кимбодзан был премирован канто-сё за боевой дух.

В других дивизионах победили:
- в дзюрё — Итинодзё
- в макусита — Рюо
- в сандаммэ — Тосюнрю
- в дзёнидане — Сугуро
- в дзёнокути — Асахакурю

- 29: бывший маэгасира Кагамио[англ.] объявил об отставке. На момент завершения карьеры он не вступал на протяжении почти двух лет, имея статус бандзукэгаи (действующего борца, не включенного в рейтинг бандзукэ). Его последней позицией в рейтинге была позиция восемнадцатого борца низшего дивизиона дзёнокути. Кагамио начал карьеру в 2003 году, его высшим достижением стала позиция девятого маэгасиры в 2015 году.

### Апрель
- 14: ояката Арасио (бывший маэгасира Сококурай[англ.]) объявил о том, что борец его хэя, сэкивакэ Вакатакакагэ, перенес восстановительную операцию на правом колене и вынужден будет пропустить почти год (не менее четырех турниров). Было объявлено, что Вакатакакагэ утратит статус сэкитори и после возвращения начнет выступать в третьем дивизионе макусита.

### Май
- 1: опубликован бандзукэ к майскому турниру. Комусуби Вакамотохару был повышен в ранге до сэкивакэ, его младший брат Вакатакакагэ был разжалован в комусуби (однако на турнире участия он не принял из-за восстановления после операции). В четвертый раз в истории сумо два родных брата достигли звания сэкивакэ (и впервые с 1990 года). Комусуби Дайэйсё также был повышен до сэкивакэ. Бывший одзэки Сёдай, ранее пониженный до маэгасиры, вернул ранг комусуби. Итинодзё и бывший одзэки Асанояма, оштрафованный дисквалификацией на 6 турниров в 2021 году, вернулись из дзюрё в макуути. Бусёдзан[англ.] и Адзумарю[англ.] были понижены из макуути в дзюрё.

- 4: только что вернувшийся в макуути Итинодзё объявил об отставке. Он выступал в профессиональном сумо 9 лет, добился одного Кубка императора и двух вторых мест на турнирах. Последний турнир в дивизионе дзюрё Итинодзе выиграл. Он объяснил завершение карьеры хроническими проблемами с поясницей, из-за которых сумотори было порой тяжело ходить и лежать на боку. Итинодзё заявил о том, что хотел продолжать выступать, но понял, что его тело «просто не выдержит». Итинодзё не получил статус «старейшины» в Японской ассоциации сумо и перестал быть ее членом.

- 9: произошел скандал в хэя Митиноку. Ясуниси, борец хэя, заявил о нападении на него старшего борца Киринофудзи. Это спровоцировало волну критики в отношении главы хэя Кирисимы Кадзухиро[англ.], члена Совета директоров Ассоциации, который якобы пытался сокрыть факт драки, а также отпустивший Киринофудзи из своей хэя «без позора и наказания». Критике за этот инцидент был подвергнут и Ханакаго Тадааки[англ.], глава Управления по соблюдению требований. Инцидент привел к тому, что оятака Митиноку (Кирисима Кадзухиро) вынужден был покинуть пост директора Комитета оперативного руководства (этот пост передан ояката Сибатаяме), а также на три месяца был оштрафован вычетом 20% из своей зарплаты.

- 14-28: состоялся турнир Нацу басё.

- 19: на пятый день турнира бывший одзэки Тотиносин, два турнира назад пониженный в дивизион дзюрё, объявил об отставке. За 17 лет карьеры грузинский сумотори завоевал один Кубок императора и четырежды занимал второе место. Тотиносин не получал японское гражданство, поэтому он не получил после отставки членства в Японской ассоциации сумо.

- 25: сэкивакэ Кирибаяма достиг десятой победы на турнире, выполнив поставленное перед ним требование для повышения в ранг одзэки.

- 28: триумфально вернувшийся после четырех пропущенных из-за травмы турниров ёкодзуна Тэрунофудзи со статистикой 14-1 выиграл восьмой в своей карьере и четвертый после достижения высшего ранга Кубок императора. Одзэки Такакэйсё зафиксировал минимальный катикоси (преобладание побед над поражениями) и сохранил свой ранг. Вернувшийся в дивизион макуути бывший одзэки Асанояма занял второе место со статистикой 12-3. Сэкивакэ Кирибаяма одержал 11 побед, был премирован специальной премией гино-сё за техническое совершенство (получил эту премию в третий раз подряд) и заслужил повышение в ранг одзэки. Одержавший 10 побед сэкивакэ Вакамотохару также был премирован гино-сё и стал рассматриваться как гипотетический претендент на повышение до одзэки. Аналогично гипотетическими кандидатами стали сэкивакэ Хосёрю, одержавший 11 побед, и Дайэйсё, одержавший 10 побед. Маэгасира Мэйсэй впервые был награжден сюкун-сё (премией за выдающееся выступление). Мэйсэй стал единственным, кто смог победить ёкодзуну Тэрунофудзи, за что получил также кимбоси.

В других дивизионах победили:
- в дзюрё — Гонояма[англ.]
- в макусита — Кирюко
- в сандаммэ — Садзанами
- в дзёнидане — Саторуфудзи
- в дзёнокути — Харуяма

После турнира глава Судейской коллегии Японской ассоциации сумо, ояката Садогатакэ, начал официальную процедуру рассмотрения кандидатуры Кирибаямы для повышения в ранг одзэки.
- 31: Японская ассоциация сумо официально присвоила сэкивакэ Кирибаяме ранг одзэки. Он стал шестым борцом из Монголии, получившим этот ранг. В тот же день было объявлено, что Кирибаяма сменит сикону (сумоистский псевдоним) на Кирисима Тэцуо в честь своего наставника, ояката Митиноку, бывшего одзэки, который выступал под сиконой Кирисима Кадзухиро[англ.].

Также Ассоциация представила новых сэкитори, поднявшихся в дивизион дзюрё. Среди них был первый в истории украинский сэкитори Сиси (настоящее имя — Сергей Соколовский).

### Июнь
- 1: бывший маэгасира Исиура[англ.] объявил об отставке после 10 лет выступлений. На момент завершения карьеры он имел ранг пятнадцатого борца в самом низком дивизионе дзёнокути. Его высшей позицией была позиция пятого маэгасиры в марте 2022 года. За карьеру Исиура выиграл по одному турниру в дзёнокути и дзёнидане, а также получил один специальный приз за боевой дух (канто-сё) в ноябре 2016 года.

- 3: прошла церемония данпацу-сики бывшего ёкодзуны Какурю. Он исполнил ритуал выхода на дохё (дохё-ири) в сопровождении бывшего одзэки Сёдая и новоиспеченного одзэки Кирисимы. В процедуре срезания сумоистского пучка приняли участие 380 человек, включая бывших ёкодзун Асасёрю, Харумафудзи и Хакухо.

- 4: прошли церемонии данпацу-сики бывшего сэкивакэ Икиои и бывшего маэгасиры Кёкусухо[англ.].

- 10: прошла церемония данпацу-сики бывшего маэгасиры Кагамио[англ.].

- 23: оятака Митиноку (Кирисима Кадзухиро) вынужден был покинуть пост директора Комитета оперативного руководства (этот пост передан ояката Сибатаяме), а также на три месяца был оштрафован вычетом 20% из своей зарплаты после инцидента с нападением одного из борцов его хэя на другого.

- 25: прошла церемония данпацу-сики бывшего маэгасиры Ютакаямы[англ.].

- 26: опубликован бандзукэ к июльскому турниру. Кирисима был назначен одзэки. Аби был повышен до комусуби. Отиай стал вторым борцом со времен эры Сёва, кому удалось достичь высшего дивизиона макуути за три турнира. В возрасте 19 лет и 10 месяцев Отиай стал шестым среди самых юных борцов, достигших макуути. Получив повышение, Отиай сменил свою сикону на Хакуохо Тэцуя[англ.] в честь своего наставника Хакухо. Вместе с ним Гонояма[англ.], Сённаноуми[англ.] и Бусёдзан[англ.] были переведены из дзюрё в высший дивизион макуути. Кагаяки[англ.], Миторю[англ.] и Итиямамото[англ.] были понижены из макуути в дзюрё.

### Июль
- 7: одзэки Такакэйсё снялся с июльского турнира из-за проблем с коленями. После этого он получил статус кадобана и обязательство одержать на сентябрьском турнире не менее 8 побед для сохранения своего ранга.

- 9-23: состоялся турнир Нагоя басё.

- 12: ёкодзуна Тэрунофудзи снялся с турнира после 4 соревновательного дня проблем с позвоночником (межпозвоночная грыжа), до этого успев уступить кимбоси 'маэгасирам Нисикиги[англ.] и Тобидзару[англ.]. Нагоя басё 2023 года стал для Тэрунофудзи шестым турниром, с которого тот снялся по ходу проведения.

- 21: бывший маэгасира Тиёнокуни[англ.] объявил об отставке. Его рангом на момент завершения 17-летней карьеры был ранг пятого борца в третьем дивизионе макусита. Его высшей позицией была позиция первого маэгасиры (май 2017). Тиёнокуни выиграл по одному турниру в дивизионах дзёнокути и дзённиндан, два — в дивизионе макусита и три — в дзюрё. Получил кимбоси за победу над ёкодзуной Какурю и два специальных приза канто-сё за боевой дух (май 2018, ноябрь 2020).

- 23: сэкивакэ Хосёрю со статистикой 12-3 выиграл первый в своей карьере Кубок императора, победив в дополнительном финальном поединке Хокутофудзи[англ.] (имевшего также статистику 12-3). Набрав за три последовательных турнира 33 победы, выиграв Кубок и получив приз канто-сё за боевой дух, Хосёрю выполнил все требования для повышения в ранг одзэки. Сэкивакэ Дайэйсё и Вакамотохару одержали по 9 побед, которых не хватило для повышения (им требовалось, соответственно, 10 и 11 побед). Хокутофудзи также был премирован канто-сё. На этом турнире было выдано сразу 8 специальных призов — столько же, сколько за все предыдущие турниры 2023 года вместе взятые. Помимо Хосёрю и Хокутофудзи приз канто-сё получили Котоновака[англ.], Гонояма[англ.], Сённаноуми[англ.] и Хакуохо[англ.] (последние трое проводили свой первый турнир в макуути). Хакуохо также был премирован гино-сё за техническое совершенство. Нисикиги[англ.] получил приз сюкун-сё за выдающееся выступление. Одзэки Кирисима оказался в статусе кадобана.

В других дивизионах победили:
- в дзюрё — Атамифудзи[англ.]
- в макусита — Токихаятэ
- в сандаммэ — Вакаикари
- в дзёнидане — Огиносё
- в дзёнокути — Аносё

- 26: Японская ассоциация сумо официально присвоила сэкивакэ Хосёрю ранг одзэки. Он стал шестым борцом из Монголии (и вторым подряд после Кирисимы), получившим этот ранг.

### Август
- 10: бывший маэгасира Акисэяма[англ.] объявил об отставке. На момент завершения 15-летней карьеры он имел ранг шестого борца третьего дивизиона макусита. Его высшей позицией была позиция двенадцатого маэгасиры в марте 2021 года. Он выиграл по одному турниру в дивизионах дзёнокути и макусита. После отставки получил статус «старейшины» и сохранил членство в Японской ассоциации сумо.

- 28: опубликован бандзукэ к сентябрьскому турниру. Хосёрю был назначен одзэки. Действующие одзэки Такакэйсё и Кирисима оказались в кадобане. Котоновака[англ.] был повышен до сэкивакэ. Нисикиги[англ.] и Тобидзару[англ.] получили повышение до ранга комусуби (Нисикиги удалось достичь санъяку спустя 17,5 лет после начала карьеры в сумо). Атамифудзи[англ.] и Кагаяки[англ.] были переведены из дзюрё в высший дивизион макуути. Бусёдзан[англ.] и продолжающий восстанавливаться после операции Вакатакакагэ были понижены из макуути в дзюрё.

### Сентябрь
- 2: Ёкосин (Комитет по делам, имеющим отношение к ёкодзунам) провел открытую тренировку во дворце Рёгоку Кокугикан. В рамках нее глава Совета директоров Японской ассоциации сумо Хаккаку Нобуёси[англ.] провел канрэки дохё-ири — символическую церемонию выхода на дохё, которую бывшие ёкодзуны проводят после достижения 60-летнего возраста. Несмотря на то, что 60 лет Хаккаку исполнилось 22 июня, он решил провести церемонию позже, приурочив ее к 30-летию своей хэя. На церемонии ему ассистировали воспитанники хэя: Хокутофудзи[англ.] и Кимигахама (бывший сэкивакэ Окиноуми[англ.]).

- 4: успешно проведший свой первый турнир в макуути Хакуохо[англ.] снялся с сентябрьского турнира из-за прошедший операции на плече.

- 7: Японская ассоциация сумо объявила об отставке ояката Сэндагава (бывшего комусуби Токи[англ.]). Он завершил карьеру в 2006 году и с тех пор работал на различных должностях в ассоциации, в том числе, являлся симпаном (судьей при дохё).

- 8: ёкодзуна Тэрунофудзи снялся с сентябрьского турнира из-за проблем с поясницей. Этот турнир стал седьмым, с которого Тэрунофудзи снялся с момента получения высшего ранга.

- 10-24: состоялся турнир Аки басё.

- 12: бывший маэгасира Токусёрю[англ.] объявил об отставке. На момент завершения 14-летней карьеры он занимал ранг тридцать седьмого борца в третьем дивизионе макусита. Его высшей позицией была позиция второго маэгасиры в марте 2020 года. Его высшим достижением был Кубок императора, завоеванный на январском турнире Хацу басё 2020 года. Токусёрю также выиграл по одному турниру в дивизионах дзёнокути, сандаммэ и дзюрё, завоевал звезду кимбоси у ёкодзуны Какурю и получил два специальных приза: канто-сё за боевой дух и сюкун-сё за выдающееся выступление. Он остался членом Японской ассоциации сумо, получив тренерскую лицензию Сэндагава вместо ранее ушедшего в отставку из ассоциации бывшего комусуби Токи[англ.].

- 24: одзэки Такакэйсё со статистикой 11-4 завоевал четвертый в своей карьере Кубок императора, победив в дополнительном финальном поединке имевшего идентичную статистику маэгасиру Атамифудзи[англ.]. Такакэйсё стал четвертым борцом со времен введения действующей системы с шестью турнирами в год, добившийся Кубка с четырьями поражениями. Одновременно с этим Такакэйсё вышел из статуса кадобана, защитив свой ранг. Также ранг одзэки защитил Кирисима, добившийся 9 побед. Впервые выступавший на турнире в ранге одзэки Хосёрю едва избежал кадобана, добыв восьмую победу в заключительный день турнира. Оба комусуби Нисикиги[англ.] и Тобидзару[англ.] окончили турнир с макэкоси (преобладанием поражений над победами). Лишь один борец был награжден специальным призом — Атамифудзи получил канто-сё за боевой дух.

По итогам турнира глава судейской коллегии ояката Садогатакэ объявил, что Такакэйсё не будет рассматриваться в статусе цунатори (претендента на повышение в ранг ёкодзуны), однако его успешное выступление на ноябрьском Кюсю басё может изменить эту позицию. Глава Ёкосина (Комитета по делам, имеющим отношение к ёкодзунам) Масауки Ямаути сообщил, что одзэки Такакэйсё имеет шансы заслужить высшее звание профессионального сумо на ноябрьском турнире «при выполнении многих условий», намекнув, что Ёкосин не будет возражать, если позиция судейской коллегии относительно Такакэйсё поменяется.
В других дивизионах победили:
- в дзюрё — Итиямамото[англ.]
- в макусита — Хитоси
- в сандаммэ — Китахарима
- в дзёнидане — Аносё
- в дзёнокути — Сирома

- 28: Японская ассоциация сумо объявила об изменении квалификационной системы цукэдаси, которая гарантировала лучшим борцам сумо на уровне колледжей и университетов место в третьем дивизионе сумо макусита (т.н. макусита цукэдаси). В измененном варианте статус макусита цукэдаси будет предоставлен лишь восьми лучшим борцам студенческих чемпионатов, в то время, как те, что в квалификации займут места с 9 по 16, получат статус сандаммэ цукэдаси и место в четвертом сумоистском дивизионе сандаммэ. Всего с 2001 по 2023 по старой системе цукэдаси с дивизиона макусита свой путь начали семь борцов: Киёсэуми[англ.], Эндо, Митакуэми, Осёма[англ.], Кихо[англ.], Хакуохо[англ.] и Оносато.

Также было объявлено, что с 25 декабря 2023 года гёдзи (судья) высшего дивизона Сикимори Иносукэ (настоящее имя — Хидэки Имаока) будет повышен и примет новое судейское имя — Кимура Сёносукэ. Судья, именуемый Кимурой Сёносукэ, возглавляет иерархию татэ-гёдзи — старших судей в сумо. Имаока будет занимать эту позицию до сентября 2024 года, когда ему исполнится 65 лет.
- 29: 62-летний санъяку-гёдзи Кимура Тамадзиро (настоящее имя — Масаси Такэда) неожиданно подал в Японскую ассоциацию сумо прошение об отставке. Журналист Сасаки Итиро сообщил о том, что причиной стало недовольство Кимуры Тамадзиро тем, что он не был повышен в ранге до татэ-гёдзи[7].

- 30: прошла церемония данпацу-сики бывшего сэкивакэ Окиноуми[англ.].

### Октябрь
- 1: прошла церемония данпацу-сики бывшего сэкивакэ Кайсэя[англ.].

- 2: одзэки Кирисима выиграл благотворительный турнир «Всеяпонский турнир рикиси».

- 24: ояката Коконоэ (бывший одзэки Тиётайкай) был бессрочно отстранен от работы в своей хэя после того, как ее несовершеннолетний (моложе 20) борец из дивизиона макусита был замечен пьяным в ходе осеннего дзюнге (официального показательного выездного турнира). Отстранены были и сам пьяный борец, а также участники хэя, которые участвовали в употреблении спиртного вместе с ним. Японская ассоциация сумо разослала главам хэя официальные предупреждения о необходимости контролировать борцов и не допускать курения и употребления алкоголя для лиц моложе 20 лет.

- 30: опубликован бандзукэ к ноябрьскому турниру. Изменений среди борцов трех высших рангов (саньяку), то есть ёкодзуна, одзэки и сэкивакэ, не произошло. Аби и Хокутофудзи[англ.] были повышены до ранга комусуби. Рога, Китановака[англ.], Томокадзе[англ.], Тохакурю[англ.], Тюраноуми[англ.] и Итиямамото[англ.] были переведены из дзюрё в высший дивизион макуути. Хакуохо[англ.], Тиёсёма[англ.], Дайсёхо[англ.], Кагаяки[англ.], Котосёхо[англ.] и Аоияма были понижены из макуути в дзюрё.

### Ноябрь
- 2: умер бывший одзэки Асасио[англ.].

- 2: стало известно о громком скандале в хэя Наруто: сразу трое борцов (Хакуодзан, Сакураи и Анзай) приняли решение покинуть школу и завершить спортивную карьеру из-за жестокости со стороны главной «звезды» хэя — Осёмы[англ.]. 21-летний Анзай заявил, что Осёма неоднократно жестоко на него нападал, на тренировках специально бил по травмированным частям тела, а однажды даже ударил Анзая кулаком в лицо, что привело ко временной потере зрения. Другие покинувшие школу борцы заявили о том, что Осёма начал ужасно себя вести после повышения во второй по значимости сумоистский дивизион дзюрё, то есть, с июля 2022 года. В своем интервью Анзай также обвинил ояката (главу) хэя Наруто, бывшего одзэки Котоосю, который, по словам борца, знал о жестокости Осёмы, но ничего не предпринял и не защитил своих учеников. Анзай сообщил, что объявил об отставке 5 сентября, для него сразу же была проведена короткая, пятиминутная церемония данпацу-сики (которой формально завершается карьера сумоиста).

- 9: ёкодзуна Тэрунофудзи снялся с ноябрьского турнира из-за проблем с поясницей за 3 дня до его начала. Этот турнир стал восьмым, с которого Тэрунофудзи снялся с момента получения высшего ранга.

- 12-26: состоялся турнир Кюсю басё.

- 21: маэгасира Котоэко[англ.] снялся с турнира из-за травмы, прервав свою серию из 1043 последовательных поединков в макуути.

- 26: одзэки Кирисима со статистикой 13-2 завоевал второй в своей карьере Кубок императора (и первый после повышения в ранг одзэки). Второе место на турнире со статистикой 11-4 разделили Атамифудзи[англ.], Котоновака[англ.] и Итиямамото[англ.]. Атамифудзи имел шанс завоевать Кубок императора во второй раз подряд — после 13-го дня турнира Атамифудзи и Кирисима остались единственными, кто сохранил шанс на кубок, однако в 14-й день Кирисима победил Атамифудзи в личной встрече. Тем не менее, Атамифудзи сохранял шанс на участие в дополнительном финальном поединке в случае, если бы в 15-й день победил сэкивакэ Котоноваку, а Кирисима уступил был одзэки Такакэйсё. В последний день Атамифудзи проиграл, позволив Котоноваке и Итимямамото догнать себя по счету, а Кирисима выиграл. Одзэки Такакэйсё утратил статус цунатори (претендента на повышение в ранг ёкодзуны), а Кирисима стал рассматриваться как претендент на повышение. Атамифудзи[англ.], Котоновака[англ.] и Итиямамото[англ.] были премированы канто-сё за боевой дух.

В других дивизионах победили:
- в дзюрё — Котосёхо[англ.] (победил в дополнительном финале Оносато)
- в макусита — Саторифудзи
- в сандаммэ — Дайсёрю
- в дзёнидане — Дайриндзан
- в дзёнокути — Аонисики

- 27: Комитет по делам, имеющим отношение к ёкодзунам (Ёкосин) официально попросил Тэрунофудзи выступить на январском турнире 2024 года. Данная просьба не является предупреждением (чуи), которое Комитет может вынести ёкодзуне, пропустившему много поединков, однако есть шанс, что отсутствие Тэрунофудзи на Хацу басё 2024 года может привести к формальным санкциям. В тот же день глава Ёкосина Масаюки Ямаути сообщил, что Комитет поддерживает наделение Кирисимы, триумфатора прошедшего турнира, статусом цунатори (кандидата в ёкодзуны) — на Хацу басё одзэки Кирисима будет бороться за право получить высший ранг в сумо.

### Декабрь
- 17: умер бывший сэкивакэ Тэрао[англ.], выступавший с 1979 по 2002 год, а впоследствии бывший главой хэя Сикорояма. О намерении возглавить хэя на следующий день заявил бывший комусуби Хомасё[англ.].

- 25: опубликован бандзукэ к январскому турниру 2024 года. Ура[англ.] и Такаясу[англ.] были повышены в ранге до комусуби, а Атамифудзи[англ.], занимавший два раза подряд второе место на турнирах, был назначен первым маэгасирой. Котосёхо[англ.], Аоияма, Бусёдзан[англ.], Оносато и  Симадзууми[англ.] были переведены из дзюрё в высший дивизион макуути. Рога, Китановака[англ.], Тохакурю[англ.], Котоэко[англ.] и Нисикифудзи[англ.] были понижены из макуути в дзюрё.

В тот же день 36-летний Адзумарю объявил о завершении 15-летней карьеры. Свой последний турнир Адзумарю провел в статусе 14-го борца дивизиона дзюрё, но ушел в отставку уже после опубликования бандзукэ в ранге 13-го борца дивизиона макусита. Высшим рангом Адзумарю за карьеру был ранг 11-го маэгасиры (в марте 2023 года). 